# Alcatel Alpha Plus
SMH - ALCATEL ALPHA Plus (ALPHA Plus) је професионални рачунар, производ фирме SMH - ALCATEL који је почео да се израђује у Француској током 1982. године.
Користио је непознато као централни микропроцесор а RAM меморија рачунара ALPHA Plus је имала капацитет од 64k. 

## Детаљни подаци
Детаљнији подаци о рачунару ALPHA Plus су дати у табели испод.
|                       |                                                                        |
| [ 1 ]                 |                                                                        |
| Произвођач            |                                                                        |
| Тип                   | професионални рачунар                                                  |
| Меморија              | 64k                                                                    |
| Поријекло             | Француска                                                              |
| Година                | 1982                                                                   |
| Тастатура             | тастатура са пуним помаком тастера, 15 функцијских тастера, 80 тастера |
| Процесор              | непознато                                                              |
| Фреквенција процесора |                                                                        |
| RAM                   | 64k                                                                    |
| ROM                   | непознато                                                              |
| Текст                 | 80 знакова x 16 линија                                                 |
| Графика               | нема                                                                   |
| Боја                  | једна боја, уграђени монитор, зелени фосфор                            |
| Звук                  | мали звучник                                                           |
| Димензије             | непознато                                                              |
| Портови               |                                                                        |
| Оперативни систем     |                                                                        |